# Клагес, Фёдор Андреевич
Фёдор Андреевич Клагес (22 января [3 февраля] 1814, Санкт-Петербург — 21 января [2 февраля] 1900, Павловск, Санкт-Петербургская губерния) — художник, академик и профессор перспективной живописи Императорской Академии художеств, хранитель музея Академии художеств.

## Биография
Родился в Санкт-петербурге 22 января (3 февраля) 1814 года.
Первоначальное образование получил в английском пансионе Биттона, потом учился в евангелическом немецком училище при церкви Св. Екатерины, где показывал большие успехи в рисовании. Ещё находясь в училище, стал посещать рисовальные классы Императорской Академии художеств в качестве вольноприходящего ученика. Поступил в ученики профессора архитектуры А. П. Брюллова (1830). Получил малую серебряную медаль (1834), большую серебряную (1836), малую золотую (1839) за программу «Проект театрального училища».
При постройках Михайловского дворца, Пулковской обсерватории, работах по обновлению Зимнего дворца, дворца Великой княгини Марии Николаевны и её загородного дворца, а также при Храме Христа Спасителя Клагес состоял в должности помощника архитектора. Успешно работая акварелью и основательно зная перспективу, он всё это время исполнял заказы перспективных видов залов и комнат московских дворцов для особ императорской фамилии. Получил от Академии художеств звание свободного художника (1835). До 1841 года был учителем рисования топографов при Главном штабе. Преподавал архитектуру, перспективу и акварель при московском архитектурном училище (1846—1851).
В 1851 году отправился за границу, где пробыл десять лет, из них 14 месяцев провёл на Афоне, исполнив архитектурные чертежи планов монастырей, церквей, фасадов, разрезов и разных архитектурных украшений. Эти работы были переданы в библиотеку Академии художеств. Затем Клагес совершенно оставил архитектуру и посвятил себя пейзажной и акварельной живописи. По возвращении из-за границы (1861) получил звание академика и, прослужив в московском архитектурном училище три года, перешёл на службу в Академию художеств помощником хранителя музея, а затем — библиотекаря и преподавателя перспективы и начертательной геометрии. Получил звание почётного вольного общника (1866). Возведён в звание профессора Академии художеств (1883) за картину «Внутренний вид Храма Христа Спасителя в Москве». 24 сентября 1889 года чествовался пятидесятилетний юбилей художественной деятельности Клагеса со времени получения малой золотой медали.
Имел награды: орден Святого Владимира 3-й степени (1883).
В 1892 году вышел в отставку с чином действительного статского советника. Скончался 21 января (2 февраля) 1900 года в Павловске.

## Семья
Был женат на Агриппине Ивановне Ежовой. Венчание состоялось 27 января 1874 в церкви Императорской Академии Художеств. 